# Lupte la Jocurile Olimpice de vară din 2024 - Greco-roman masculin 130 kg
Proba de lupte greco-romane 130 de kg masculin de la Jocurile Olimpice de vară din 2024 de la Paris a avut loc în perioada 5-6 august 2024 la Arena Champ-de-Mars.

## Program
Orele sunt ora Franței (UTC+1) 
| Data                 | Timp        | Etapă                          |
| -------------------- | ----------- | ------------------------------ |
| Luni, 5 august 2024  | 15:00 21:00 | Runde de calificare Semifinale |
| Marți, 6 august 2024 | 11:00 20:05 | Recalificări Finale            |

## Rezultate

### Tabloul principal
|  | Optimi de finală           | Optimi de finală           | Optimi de finală |  |  | Sferturi de finală       | Sferturi de finală       | Sferturi de finală   |   |                    | Semifinale         | Semifinale         | Semifinale |  |  | Finala | Finala | Finala |
|  |                            |                            |                  |  |  |                          |                          |                      |   |                    |                    |                    |            |  |  |        |        |        |
|  | Amin Mirzazadeh (IRI)      | Amin Mirzazadeh (IRI)      | 3                |  |  |                          |                          |                      |   |                    |                    |                    |            |  |  |        |        |        |
|  | Adam Coon (USA)            | Adam Coon (USA)            | 1                |  |  | Amin Mirzazadeh (IRI)    | Amin Mirzazadeh (IRI)    | 1                    |   |                    |                    |                    |            |  |  |        |        |        |
|  | Mijaín López (CUB)         | Mijaín López (CUB)         | 7                |  |  | Mijaín López (CUB)       | Mijaín López (CUB)       | 3                    |   |                    |                    |                    |            |  |  |        |        |        |
|  | Lee Seung-chan (KOR)       | Lee Seung-chan (KOR)       | 0                |  |  |                          |                          |                      |   | Mijaín López (CUB) | Mijaín López (CUB) | 4                  |            |  |  |        |        |        |
|  | Heiki Nabi (EST)           | Heiki Nabi (EST)           | 1                |  |  |                          | Sabah Shariati (AZE)     | Sabah Shariati (AZE) | 1 |                    |                    |                    |            |  |  |        |        |        |
|  | Sabah Shariati (AZE)       | Sabah Shariati (AZE)       | 1                |  |  | Sabah Shariati (AZE)     | Sabah Shariati (AZE)     | 4                    |   |                    |                    |                    |            |  |  |        |        |        |
|  | Alimkhan Syzdykov (KAZ)    | Alimkhan Syzdykov (KAZ)    | 3                |  |  | Alimkhan Syzdykov (KAZ)  | Alimkhan Syzdykov (KAZ)  | 0                    |   |                    |                    |                    |            |  |  |        |        |        |
|  | Alin Alexuc-Ciurariu (ROU) | Alin Alexuc-Ciurariu (ROU) | 1                |  |  |                          |                          |                      |   |                    | Mijaín López (CUB) | Mijaín López (CUB) | 6          |  |  |        |        |        |
|  | Meng Lingzhe (CHN)         | Meng Lingzhe (CHN)         | 4                |  |  |                          | Yasmani Acosta (CHI)     | Yasmani Acosta (CHI) | 0 |                    |                    |                    |            |  |  |        |        |        |
|  | Jello Krahmer (GER)        | Jello Krahmer (GER)        | 1                |  |  | Meng Lingzhe (CHN)       | Meng Lingzhe (CHN)       | 1                    |   |                    |                    |                    |            |  |  |        |        |        |
|  | Oussama Assad (MAR)        | Oussama Assad (MAR)        | 0                |  |  | Mantas Knystautas (LTU)  | Mantas Knystautas (LTU)  | 1                    |   |                    |                    |                    |            |  |  |        |        |        |
|  | Mantas Knystautas (LTU)    | Mantas Knystautas (LTU)    | 9                |  |  |                          |                          |                      |   | Meng Lingzhe (CHN) | Meng Lingzhe (CHN) | 1                  |            |  |  |        |        |        |
|  | Yasmani Acosta (CHI)       | Yasmani Acosta (CHI)       | 1                |  |  |                          | Yasmani Acosta (CHI)     | Yasmani Acosta (CHI) | 1 |                    |                    |                    |            |  |  |        |        |        |
|  | Kiril Milov (BUL)          | Kiril Milov (BUL)          | 1                |  |  | Yasmani Acosta (CHI)     | Yasmani Acosta (CHI)     | 2                    |   |                    |                    |                    |            |  |  |        |        |        |
|  | Hamza Bakır (TUR)          | Hamza Bakır (TUR)          | 1                |  |  | Abdellatif Mohamed (EGY) | Abdellatif Mohamed (EGY) | 1                    |   |                    |                    |                    |            |  |  |        |        |        |
|  | Abdellatif Mohamed (EGY)   | Abdellatif Mohamed (EGY)   | 3F               |  |  |                          |                          |                      |   |                    |                    |                    |            |  |  |        |        |        |

### Recalificări
|  | Recalificări runda 1  |                       |   |
|  |                       |                       |   |
|  | Lee Seung-chan (KOR)  | Lee Seung-chan (KOR)  | 0 |
|  | Amin Mirzazadeh (IRI) | Amin Mirzazadeh (IRI) | 9 |

|  | Recalificări runda 1     |                          |   |
|  |                          |                          |   |
|  | Kiril Milov (BUL)        | Kiril Milov (BUL)        | 4 |
|  | Abdellatif Mohamed (EGY) | Abdellatif Mohamed (EGY) | 6 |

### Meciuri pentru medalia de bronz
|  | Medalia de bronz      |                       |   |
|  |                       |                       |   |
|  | Amin Mirzazadeh (IRI) | Amin Mirzazadeh (IRI) | 4 |
|  | Sabah Shariati (AZE)  | Sabah Shariati (AZE)  | 0 |

|  | Medalia de bronz         |                          |   |
|  |                          |                          |   |
|  | Abdellatif Mohamed (EGY) | Abdellatif Mohamed (EGY) | 2 |
|  | Meng Lingzhe (CHN)       |                          |   |

## Clasament final
| Loc | Sportiv                    |
| --- | -------------------------- |
| 1   | Mijaín López (CUB)         |
| 2   | Yasmani Acosta (CHI)       |
| 3   | Amin Mirzazadeh (IRI)      |
| 3   | Meng Lingzhe (CHN)         |
| 5   | Sabah Shariati (AZE)       |
| 5   | Abdellatif Mohamed (EGY)   |
| 7   | Mantas Knystautas (LTU)    |
| 8   | Alimkhan Syzdykov (KAZ)    |
| 9   | Kiril Milov (BUL)          |
| 10  | Heiki Nabi (EST)           |
| 11  | Alin Alexuc-Ciurariu (ROU) |
| 12  | Adam Coon (USA)            |
| 13  | Jello Krahmer (GER)        |
| 14  | Hamza Bakır (TUR)          |
| 15  | Oussama Assad (MAR)        |
| 16  | Lee Seung-chan (KOR)       |